# Keiren Westwood
Keiren Westwood (Manchester, 23 d'octubre de 1984) és un futbolista professional irlandès que juga com a porter pel club de la Championship Sheffield Wednesday i per la selecció irlandesa. Pot jugar amb aquesta selecció perquè els seus avis són del Comtat de Wexford, i va ser durant un temps el porter titular de la selecció, després de la retirada com a internacional de Shay Given.

## Carrera

### Manchester City
Westwood va començar la seva carrera al Manchester City, en el qual mai va jugar un partit en el primer equip i va ser suplent de David James i Nicky Weaver.

### Carlisle United
Westwood va fitxar pel Carlisle United, sent el suplent de Matt Glennon. Tot i que va jugar en la majoria dels partits de la copa, el març del 2005, quan Glennon es va lesionar, Westwood va jugar en la Conference National per al Carlisle abans de ser reemplaçat per Glennon de nou.
La temporada 2005-06, Glennon va sortir de Carlisle i va signar Anthony Williams en lloc seu. Semblava que Westwood seria suplent del porter nou, encara que finalment va tenir la seva oportunitat de competir pel número 1 de la samarreta i va aconseguir prendre l'oportunitat. Va ser titular en 35 partits de la temporada de la Football League Two i va continuar sent el porter número 1 de l'equip. Al final de la temporada 2007-08 a la Football League One Westwood va ser inclòs a l'Equip de l'any i també va guanyar tots els premis de jugador de club.

### Coventry City
El 18 de juny de 2008, Westwood va signar un contracte de tres anys amb el Coventry City per una quantitat no revelada. Westwood va ser inclòs a l'equip de l'any del Campionat el 2009 en la seva primera temporada amb el club.
Va guanyar el premi jugador del club a la temporada 2009-10, per mantenir la porteria a zero durant tota la temporada.

### Sunderland
El 22 de juny de 2011 es va confirmar que Westwood s'uniria al Sunderland l'1 de juliol en una transferència lliure. Va fer la seva primera aparició en el Sunderland el 23 d'agost en un partit de la Carling Cup, que el seu equip va perdre davant el Brighton de la Football League Championship. El seu primer partit a la Premier League va ser contra l'Aston Villa el 29 d'octubre, quan va reemplaçar el lesionat Simon Mignolet. Westwood va evitar més tard que l'exdavanter del Sunderland Darren Bent fes un gol després que el davanter estigués mà a mà amb el porter quan el partit estava empatat 1 a 1.

## Internacional
El 17 de maig de 2008, Westwood va ser convocat amb l'equip de la República d'Irlanda per assistir al seu camp d'entrenament a Portugal després d'impressionar en un partit contra el Leeds United FC a la Football League Championship. Tres dies després, va fer el seu debut com a suplent en la segona meitat d'un partit amistós contra el club portuguès Lagos, en substitució de Joe Murphy, després de 66 minuts.
Westwood va fer la seva primera aparició per a Irlanda en un amistós contra Nigèria al maig de 2009.

## Estadístiques de la carrera

### Club
A 21 agost 2013.
| Club                | Temporada | Lliga   | Lliga | FA Cup  | FA Cup | Copa de la Lliga | Copa de la Lliga | Altres[a] | Altres[a] | Total   | Total |
| Club                | Temporada | Partits | Gols  | Partits | Gols   | Partits          | Gols             | Partits   | Gols      | Partits | Gols  |
| ------------------- | --------- | ------- | ----- | ------- | ------ | ---------------- | ---------------- | --------- | --------- | ------- | ----- |
| Carlisle United     | 2004–05   | 4       | 0     | 0       | 0      | 0                | 0                | 3         | 0         | 7       | 0     |
| Carlisle United     | 2005–06   | 35      | 0     | 1       | 0      | 1                | 0                | 7         | 0         | 44      | 0     |
| Carlisle United     | 2006–07   | 46      | 0     | 1       | 0      | 1                | 0                | 0         | 0         | 48      | 0     |
| Carlisle United     | 2007–08   | 46      | 0     | 2       | 0      | 2                | 0                | 4         | 0         | 54      | 0     |
| Carlisle United     | Total     | 131     | 0     | 4       | 0      | 4                | 0                | 14        | 0         | 153     | 0     |
| Coventry City       | 2008–09   | 46      | 0     | 3       | 0      | 0                | 0                | 0         | 0         | 49      | 0     |
| Coventry City       | 2009–10   | 44      | 0     | 2       | 0      | 0                | 0                | 0         | 0         | 46      | 0     |
| Coventry City       | 2010–11   | 41      | 0     | 2       | 0      | 0                | 0                | 0         | 0         | 43      | 0     |
| Coventry City       | Total     | 131     | 0     | 7       | 0      | 0                | 0                | 0         | 0         | 138     | 0     |
| Sunderland          | 2011–12   | 9       | 0     | 0       | 0      | 1                | 0                | 0         | 0         | 10      | 0     |
| Sunderland          | 2012–13   | 0       | 0     | 0       | 0      | 3                | 0                | 0         | 0         | 3       | 0     |
| Sunderland          | 2013–14   | 10      | 0     | 0       | 0      | 1                | 0                | 0         | 0         | 11      | 0     |
| Sunderland          | Total     | 19      | 0     | 0       | 0      | 5                | 0                | 0         | 0         | 24      | 0     |
| Sheffield Wednesday | 2014–15   | 43      | 0     | 0       | 0      | 0                | 0                | 0         | 0         | 43      | 0     |
| Sheffield Wednesday | Total     | 43      | 0     | 0       | 0      | 5                | 0                | 0         | 0         | 43      | 0     |
| Sheffield Wednesday | Total     | 324     | 0     | 11      | 0      | 9                | 0                | 14        | 0         | 358     | 0     |

a. ^  Inclou altres competicions, com la Football League Trophy, FA Trophy i els play offs de la Football League

### Internacional
A 13 juny 2015.
| República d'Irlanda | República d'Irlanda | República d'Irlanda |
| Any                 | Partits             | Gols                |
| ------------------- | ------------------- | ------------------- |
| 2009                | 3                   | 0                   |
| 2010                | 2                   | 0                   |
| 2011                | 3                   | 0                   |
| 2012                | 6                   | 0                   |
| 2013                | 3                   | 0                   |
| 2014                | 0                   | 0                   |
| 2015                | 1                   | 0                   |
| Total               | 18                  | 0                   |